# El Frasno
El Frasno är en ort i Spanien.   Den ligger i provinsen Provincia de Zaragoza och regionen Aragonien, i den nordöstra delen av landet, 210 km nordost om huvudstaden Madrid. El Frasno ligger 693 meter över havet och antalet invånare är 524.
Terrängen runt El Frasno är kuperad, och sluttar norrut.Runt El Frasno är det glesbefolkat, med 8 invånare per kvadratkilometer. Närmaste större samhälle är Calatayud, 14,0 km sydväst om El Frasno. 